# Jürgen Kohle
Jürgen Kohle (* 5. Januar 1943; † vor oder am 31. Mai 2021) war ein deutscher Fußballspieler.

## Karriere
Jürgen Kohle spielte in der Jugend des VfB Marathon Remscheid. Mit der Seniorenmannschaft der Remscheider wurde Kohle 1968 Deutscher Amateurmeister, im Finale erzielte er drei Tore gegen FC Wacker München und trug so maßgeblich zum 5:3-Sieg nach Verlängerung bei. Kohle erzielt alle drei Treffer innerhalb der Verlängerung, dafür benötigte er 17 Minuten. Zur Saison 1968/69 wechselte er zum Regionalligisten Wuppertaler SV. In der Saison 1971/72 erreichte Kohle mit den Wuppertalern die Aufstiegsrunde zur Bundesliga, nachdem sie Meister in der Regionalliga West geworden waren. Die Mannschaft unter Trainer Horst Buhtz gewann in der Aufstiegsrunde alle Spiele. In der Ära der Aufstiegsrunde (1964–1974) schafften dies nur die Wuppertaler. Neben Kohle gehörten zum Team Manfred Müller, Manfred Cremer, Erich Miß, Emil Meisen, Manfred Reichert, Bernd Hermes, Herbert Stöckl, Detlef Webers, Gustav Jung, Günter Pröpper und Heinz-Dieter Lömm. In den beiden nächsten Jahren spielte Kohle in der Bundesliga; in seiner ersten Saison darin war er mit zwölf Punktspieltreffern der zweitbeste Torschütze des WSV hinter „Meister Pröpper“. 1974 wechselte er zum Zweitligisten Union Solingen, in seinem zweiten Jahr bei den Solingern konnte der Abstieg nur am grünen Tisch vermieden werden. 1976 wechselte Kohle zu seinem Heimatverein VfB Remscheid, der 1971 durch die Fusion des VfB Marathon 06 Remscheid mit dem BV 08 Remscheid entstand.

## Statistiken
- Bundesliga (56 Spiele / 16 Tore)
- 2. Bundesliga (23 Spiele / 2 Tore)
- Regionalliga (83 Spiele / 8 Tore)
- DFB-Pokal (9 Spiele / 2 Tore)
- Europapokal (2 Spiele / 1 Tor)